# Abigail Larson
Abigail Jean Larson (* 19. April 1979 in Saint Paul) ist eine ehemalige US-amerikanische Skilangläuferin.

## Werdegang
Larson startete international erstmals bei den Junioren-Skiweltmeisterschaften 1999 in Saalfelden. Dort belegte sie den 44. Platz über 5 km klassisch und den 39. Rang über 15 km Freistil. Ihr erstes Rennen im Continental-Cup lief sie im Dezember 2000 in Val Cartier und errang dabei den 11. Platz über 10 km Freistil. In der Saison 2004/05 holte sie mit zwei Siegen im Nor-Am-Cup ihre einzigen Siege im Continental-Cup. Zu Beginn der Saison 2005/06 gab sie in Vernon ihr Debüt im Weltcup und kam dabei auf den 35. Platz im Skiathlon. Im weiteren Saisonverlauf holte sie in Canmore mit dem 30. Platz über 10 km Freistil ihren einzigen Weltcupsieg und belegte bei den Olympischen Winterspielen 2006 in Turin den 57. Platz über 10 km klassisch, den 56. Rang im Skiathlon und auf den 47. Platz im 30-km-Massenstartrennen. Ihr letztes Rennen absolvierte sie im November 2007 bei der US Super Tour in West Yellowstone, wo sie den 36. Platz über 8 km klassisch belegte.

## Siege bei Continental-Cup-Rennen
| Nr. | Datum         | Ort         | Disziplin                  | Serie      |
| --- | ------------- | ----------- | -------------------------- | ---------- |
| 1.  | 20. März 2005 | Royal Gorge | 50 km Freistil Massenstart | Nor-Am-Cup |
| 2.  | 26. März 2005 | Winter Park | 15 km Verfolgung           | Nor-Am Cup |